# Metrodora pygmaeus
Metrodora pygmaeus är en insektsart som först beskrevs av Roberts 1937.  Metrodora pygmaeus ingår i släktet Metrodora och familjen torngräshoppor. Inga underarter finns listade i Catalogue of Life.